# Elektrolýza (kosmetická)
Elektrolýza je metoda elektrické depilace, která vede k trvalému odstranění kořínků chlupů na lidském těle. Slovo elektrolýza znamená samotný proces odstraňování, který probíhá vsunováním pevné kovové sondy o tloušťce lidského vlasu do každého jednotlivého vlasového folikulu. Při správném provedení nedochází k propíchnutí kůže, ale vlasový folikul je zničen a chlup trvale odstraněn.

## Metody
Přes sondu přejde do folikulu elektřina, která ho zničí, buď vznikem leptavého hydroxidu sodného (galvanická metoda), nebo přehřátím (termolýzní metoda), nebo oběma způsoby dohromady (smíšená metoda). Žádná z těchto tří metod není lepší než ostatní, vždy záleží na schopnostech elektrolyzéra, druhu odstraňovaných chlupů, stavů kůže a prahu bolesti klienta. Všemi třemi metodami lze dosáhnout úplného odstranění chlupů.

### Galvanická
Tato metoda je pojmenována po Luigi Galvanim a využívá faktu, že lidské tělo a jeho buňky mohou fungovat jako galvanický článek. Galvanická elektrolýza byla poprvé publikována v roce 1875 v medicínské literatuře oftalmologem Charles Michelem jako metoda, která umožňuje odstranit dovnitř rostoucí řasy u pacientů s nemocí zvanou trichiasis. Galvanický epilátor je v podstatě kladný zdroj energie, který přes sondu, která je katodou, vypouští do těla 0–3 miliampérů. Během tohoto procesu dochází díky elektrolýze ke vzniku hydroxidu sodného, který zabije vlasový kořínek. Moderní galvanické epilátory dokáží přizpůsobovat napětí tak, aby udržovaly konstantní proud.

### Termolýzní
Termolýzní metoda využívá radiových vln, konkrétně krátkých vln k tomu, aby zahřála tkáň (podobně jako mikrovlnná trouba) na teplotu 48°C, což způsobí elektrokoagulaci.
Termolýzní metoda byla vyvinuta kolem roku 1920 a publikována v medicínské literatuře Henri Bordierim. Termolytický epilátor je v podstatě rádiový vysílač s výkonem 0–8 wattů, vydávající vlny o frekvenci 13.56 MHz. Energie se šíří do vzdálenosti 1 mm od špičky sondy a spálí folikul.

### Smíšená
Smíšená metoda byla vyvinuta roku 1948 Arthur Hinkelem a kombinuje výhody a nevýhody obou předchozích metod.

## Technika
Sonda musí snadno vklouznout do folikulu (nedochází k propichování kůže!), tudíž je třeba vybrat správný průměr – typicky 50 až 150 µm. Sonda musí být vsunována do folikulu pod stejným úhlem, pod kterým z něj vychází chlup. Začíná se na nejnižších proudech a časech, které se postupně zvyšují, dokud není nastavení optimální pro odstraňování chlupů, nebo dokud není zákrok pro pacienta příliš bolestivý.

## Trvání terapie
Pro úplné odstranění chlupů je potřeba podstupovat terapii 1–4 roky, průměrně 2 roky.